# Арифметична геометрія

Згідно з теоремою Фалтінгса, гіпереліптична крива, задана рівнянням має лише скінченну кількість раціональних точок (таких як точки і).

У математиці арифметична геометрія — це наближене застосування методів алгебричної геометрії до задач теорії чисел. Арифметична геометрія зосереджена навколо діофантової геометрії, вивчення раціональних точок алгебричних многовидів.
В абстрактніших термінах арифметичну геометрію можна визначити як дослідження схем скінченного типу над спектром кільця цілих чисел.

## Огляд
Класичним об'єктом інтересу в арифметичній геометрії є раціональні точки: множини розв'язків системи поліноміальних рівнянь над числовими полями, скінченними полями, p-адичними полями або функціональними полями, тобто полями, які не є алгебрично замкнутими, за винятком дійсних чисел. Раціональні точки можна безпосередньо схарактеризувати функціями висоти, які вимірюють їх арифметичну складність.
Структура алгебричних многовидів, визначених над неалгебрично замкнутими полями, стала центральною сферою інтересів, яка виникла з розвитком алгебричної геометрії. Етальна когомологія забезпечує топологічні інваріанти над скінченними полями, пов'язані з алгебричними многовидами. p-Адична теорія Ходжа дає інструменти для дослідження того, коли когомологічні властивості многовидів над комплексними числами поширюються на многовиди над p-адичними полями.

## Історія

### XIX століття: рання арифметична геометрія
На початку XIX століття Карл Фрідріх Гаусс зауважив, що ненульові цілі розв'язки однорідних поліноміальних рівнянь із раціональними коефіцієнтами існують, якщо існують ненульові раціональні розв'язки.
У 1850-х роках Леопольд Кронекер сформулював теорему Кронекера — Вебера, представив теорію дивізорів і встановив численні інші зв'язки між теорією чисел і алгеброю. Потім він сформулював свою «liebster Jugendtraum» («найдорожча мрія юності»), узагальнення, яку пізніше Гільберт висунув у модифікованій формі як його дванадцяту проблему, яка окреслює мету змусити теорію чисел працювати лише з кільцями, які є частками кілець многочленів над цілими числами.

### Початок-середина XX століття: алгебричні розробки та гіпотези Вейля
Наприкінці 1920-х років Андре Вейль продемонстрував глибокі зв'язки між алгебричною геометрією та теорією чисел у своїй докторській праці, яка привела до теореми Морделла — Вейля, яка демонструє, що множина раціональних точок абелевого многовиду є скінченнопородженою абелевою групою.
Сучасні основи алгебричної геометрії розробили на основі сучасної комутативної алгебри, включно з теорією нормування та теорією ідеалів, Оскар Зарицький та інші в 1930-х і 1940-х роках.
У 1949 році Вайль висунув знакові гіпотези Вейля про локальні дзета-функції алгебричних многовидів над скінченними полями. Ці гіпотези заклали зв'язок між алгебричною геометрією та теорією чисел, що спонукало Александра Гротендіка в 1950-х і 1960-х роках переробити основи, використовуючи теорію пучків (разом із Жаном-П'єром Серром), а пізніше теорію схем. 1960 року Бернард Дворк довів одну з чотирьох гіпотез Вейля (раціональність локальної дзета-функції). Гротендік розробив теорію етальної когомології і до 1965 року довів дві гіпотези Вейля (разом із Майклом Артіном і Жаном-Луї Вердьє). Останню з гіпотез Вейля (аналог гіпотези Рімана) остаточно довів 1974 року П'єр Делінь.

### Середина-кінець XX століття: розвиток модульності, p-адичних методів і далі
Між 1956 і 1957 роками Ютака Таніяма і Горо Шимура висунули гіпотезу Таніями — Шимури (тепер відому як теорема модулярності), яка пов'язує еліптичні криві з модульними формами. Цей зв'язок, зрештою, приведе до першого доведення великої теореми Ферма в теорії чисел за допомогою методів алгебричної геометрії (підняття модульності), які 1995 року розробив Ендрю Вайлс.
У 1960-х роках Горо Шимура ввів многовиди Шимури як узагальнення модулярних кривих. Від 1979 року многовиди Шимури відіграють вирішальну роль у програмі Ленглендса як природне джерело прикладів для перевірки припущень.
У статтях 1977 та 1978 років Баррі Мазур довів торсійну гіпотезу, надавши повний список можливих торсійних підгруп еліптичних кривих над раціональними числами. Перше Мазурове доведення цієї теореми залежало від повного аналізу раціональних точок на деяких модулярних кривих. 1996 року Лоїк Мерель поширив доведення торсійної гіпотези на всі числові поля.
1983 року Герд Фалтінгс довів гіпотезу Морделла, продемонструвавши, що крива роду, більшого від 1, має лише скінченну кількість раціональних точок (де теорема Морделла — Вейля демонструє лише скінченне породження множини раціональних точок на відміну від скінченності).
2001 року доведення локальних гіпотез Ленглендса для GLn ґрунтувалося на геометрії деяких многовидів Шимури.
У 2010-х роках Петер Шольце розробив перфектоїдні простори та нові теорії когомології в арифметичній геометрії над p-адичними полями із застосуванням до представлень Галуа та деяких випадків гіпотези вагової монодромії.